# Ranma ½
Ranma ½ (らんま½ Ranma Nibun no Ichi, uttalas "Ranma en halv") är en japansk komedi-manga författad och illustrerad av Rumiko Takahashi. Serien har animerats.

## Handling
Ranma är sexton år och en mycket duktig kampsportare. Under en träningsresa i Kina faller han och hans far Genma ned i förhäxade källor, vilket får dem att byta kroppsform när de får kallt vatten över sig. Ranma förvandlas till flicka, medan hans pappa Genma förvandlas till en panda. Varmt vatten återställer deras kroppar.
Ranma är förlovad med Akane Tendo, enligt en överenskommelse mellan deras föräldrar. I början av mangan flyttar därför Genma och Ranma in hos familjen Tendo, som består av pappa Soun och hans tre döttrar, varav Akane är den yngsta. Både Ranma och Akane retas ofta med varandra, och hävdar åtskilliga gånger att de inte tycker om varandra. Trots detta framgår det tydligt att de har ett romantiskt intresse för varandra. Under berättelsens gång kompliceras detta förhållande av diverse sidofigurer som är intresserade av Ranma respektive Akane.
Handlingen är upplagd utifrån olika konflikter eller situationer som huvudpersonerna utsätts för. Ofta är det andra figurer som drar igång en konflikt eller annat. Många personer försöker skilja Ranma och Akane åt, men ibland handlar det om hämnd för saker som Ranma gjort när han var yngre. Det kan också röra sig om märkliga objekt med egenskaper som huvudpersonerna måste hantera. I bakgrunden ligger huvudfokusen på om Ranma och Akane slutligen kommer erkänna att de tycker om varandra.